# HC 디나모 민스크
HC 디나모 민스크(벨라루스어: Дынама-Мінск)는 1948년 창단한 벨라루스 민스크의 프로 아이스하키 팀이다. 현재 콘티넨탈 하키 리그 서부 콘퍼런스 타라소프 지구에 참가하고 있으며 홈구장은 민스크 아레나이다.